# Society for Sale
Pour plus de détails, voir Fiche technique et Distribution.
Society for Sale est un film muet américain réalisé par Frank Borzage, sorti en 1918.

## Synopsis
Le mannequin Phyllis Clyne offre un important pourcentage de son héritage à "Honorable Billy", le rejeton d'une famille anglaise noble mais sans fortune, pour qu'il l'introduise dans la bonne société comme sa fiancée. Ils tombent amoureux l'un de l'autre, mais à cause du caractère contractuel de leur arrangement, ils essayent de mettre de côté leurs sentiments. Lors d'une réception, Billy présente Phyllis à Lord Sheldon, un vieux gentleman qui a quitté sa femme et a la réputation d'être un homme à femmes. Inquiet et jaloux, Billy essaye de protéger Phyllis de Sheldon, mais elle ignore ses avertissements et part avec le vieux débauché. Ils ont un accident de voiture au cours duquel Lord Sheldon est tué. Phyllis révèle qu'en fait il s'agissait de son père, qu'elle n'avait pas vu depuis des années. Billy lui demande de devenir sa fiancée, mais réellement cette fois.

## Fiche technique
- Titre original : Society for Sale
- Réalisation : Frank Borzage
- Scénario : Charles J. Wilson
- Photographie : Pliny Horne
- Production : Roy Aitken
- Société de production : Triangle Film Corporation
- Société de distribution : Triangle Distributing Corporation
- Pays d’origine :  États-Unis
- Langue : anglais
- Format : Noir et blanc - 35 mm - 1,37:1 - Muet
- Genre : drame
- Durée : 5 bobines
- Date de sortie :
  - États-Unis : 21 avril 1918
- Licence : Domaine public

## Distribution
- William Desmond : Honorable Billy
- Gloria Swanson : Phyllis Clyne
- Herbert Prior : Lord Sheldon
- Charles Dorian : Furnival
- Lillian West : Vi Challoner
- Lillian Langdon : Lady Mary